# 빌리 밀리건
윌리엄 스탠리 밀리건(영어: William Stanley Milligan, 1955년 2월 14일 ~ 2014년 12월 12일)은 미국인이다. 1977년 수 차례의 강간 및 무장강도 사건으로 체포되었고, 1978년에 해리성 정체 장애(다중인격) 정신질환자로 밝혀져 무죄를 선고받는다. 영화 23 아이덴티티의 실존인물이다

## 유년기
오하이오주의 서클빌에서 어머니 도로시와 아버지 딕 조나스(Dick Jonas) 사이에서 태어났다. 부모가 이혼한 후 빌리 밀리건은 어머니와 함께 플로리다주의 마이애미로 이사했다. 이후 도로시는 유대인 출신의 개그맨 조니 모리슨과 재혼하나, 조니 모리슨은 1959년 일산화탄소로 자살한다.
밀리건은 어머니와 다시 오하이오 주의 서클빌로 돌아왔다. 5살이 되었을 때 그는 최초의 제2인격 "크리스틴"(Christine)을 만들어낸다. 그러나 크리스틴은 본래 인격인 밀리건을 모르고, 밀리건 역시 크리스틴을 모르는 상태였다. 그가 5살 때 만들어낸 인격은 크리스틴을 포함한 3명(무명의 소년, 크리스틴, 숀(Shawn))이었다. 이후 9살 무렵인 1964년부터 양아버지인 찰머 밀리건(Chalmer Milligan)에 의해 성적 학대를 당하면서 자신의 본래 인격을 포함한 24개의 인격으로 완전히 분산된다.

## 체포
1975년, 그는 강간 및 무장강도죄로 오하이오 주의 레바논 교도소(Lebanon Correctional Institution)에 수감되었다. 1977년 초 석방되었으나, 1977년 10월 그의 제10인격 "에이들라나"(Adalana)가 그의 정신을 지배하게 되어 그는 당시 오하이오 주립 대학교에 재학 중이었던 3명의 여대생을 성폭행하게 된다.
이후 그는 3회의 납치사건, 3회의 무장강도사건, 4회의 강간 사건으로 기소된다.
그는 변호 과정에서 심리 검사를 받았고, 윌리스 드리스콜 박사에 의해 급성 조현증으로 판정받았다. 이후 그는 오하이오 주의 콜럼버스 시에 위치한 정신건강센터에서 근무 중인 도로시 터너에 의해 다시 검사를 받았고, 도로시 터너는 그가 다중인격을 겪고 있다고 결론지었다.
가짜 연기를 펼친다고 의심한 수사관과 의사들이 갖가지 검사와 취조를 실시했지만 오히려 상상을 초월하는 능력이 발견돼 세계적으로 화제가 됐다. 그는 고등학교 중퇴의 학력이었지만 "아서"(Arthur)라는 인격이 지배하면 아랍어와 아프리카어를 유창하게 구사하고 수학, 물리학, 의학을 전문가 수준으로 뽐낸다. "레이건"(Ragan)일 때는 크로아티아어를 자유자재로 사용하며 "타미"(Tommy)로 변신하면 전자제품을 능숙하게 다룬다. 이것은 단순한 연기로는 설명할 수 없는 능력이라고 한다.
최종적으로 그는 1978년 정신이상 사유로, 기소된 모든 사건에 대해 무죄를 선고받는다.

## 정신병원 생활
그는 이후에 아테네 주립 정신병원을 포함한 여러 정신병원에 수용되었다. 그 과정에서 처음에 그는 10명의 인격을 가지고 있다고 분석되었으나, 이후 14개의 추가 인격이 더 발견되면서 총 24개로 불어난다. 이 중 13개의 추가 인격은 "불량자들"(Undesirables)로 불리고, 1개는 "선생"(Teacher)로 불린다.
처음 10명의 인격 중에, "아서"(Arthur)는 22세의 영국인으로 지적이고 합리적이며 감정을 드러내지 않는 성격이다. 앨런은 18세로 사기꾼이며 협상을 주로 맡는다. 타미는 16세로 탈출 기질이 있는 예술가이다. 레이건 바다스코비니치는 23세의 유고슬라비아인으로 공산주의자이다. 마지막으로 에이들라나는 19세의 여성으로 동성애자이다.
밀리건은 이후 심리학자 데이빗 카를로부터 치료를 받는다.

## 석방
밀리건은 1988년, 정신병원 생활 10여년 만에 법원으로부터 더 이상 해리성 정체감 장애를 겪지 않는다는 판결을 받아 자유의 몸이 된다. 1991년부터 그는 영화 감독이 되어 영화 제작사 스토미 라이프 프로덕션을 운영했다. 1996년 그는 캘리포니아에 살았지만, 현재 그가 살고 있는 곳은 알 수 없고, 그의 지인도 그로부터의 연락이 끊긴 상태라고 한다.
이 일을 소재로 대니얼 키스가 "The Minds of Billy Milligan"이라는 책을 집필했다.
2014년 암으로 사망한 것으로 알려졌다.

## 인격
그는 총 24개의 인격을 가지고 있다. 10개의 초기 인격과 추가로 발견된 14개의 인격이 있다. 그들은 돌아가면서 그의 정신을 지배한다.
1. 윌리엄 스탠리 밀리건(Billy Milligan) : 26세, 본래의 인격.
2. 아서(Arthur) : 22세, 영국인. 지적이고 합리적이며 감정을 드러내지 않는 성격이다.
3. 레이건 바다스코비니치(Ragan) : 23세, 유고슬라비아인. 증오를 간직한 자.
4. 앨런(Allen) : 18세, 사기꾼. 협상에 능통하다.
5. 타미(Tommy) : 16세, 탈출 기술이 있는 예술가이다.
6. 대니(Danny) : 14세, 남성을 무서워하는 겁 많은 성격이다.
7. 데이빗(David) : 8세, '고통과 공감의 관리자'이다.
8. 크리스틴(Christine) : 3세, '구석의 아이'. 난독증이 있었으나 아서가 그녀를 가르쳤다.
9. 크리스토퍼(Christopher) : 13세, 크리스틴의 오빠. 하모니카를 연주한다.
10. 에이들라나(Adalana) : 19세의 여성, 동성애자. 수줍고 외로움을 잘 탄다. 밀리건이 체포되는 계기를 제공한 장본인이다.

### '범죄자들'
1. 필립(Phillip) : 20세, 뉴욕 브루클린 출신. 폭력배이다.
2. 케빈(Kevin) : 20세, 소심한 범죄 계획가.
3. 월터(Walter) : 22세, 오스트레일리아인. 사냥꾼이다.
4. 에이프릴(April) : 19세의 여성, 그녀의 양아버지에게 복수할 일념을 가지고 있다.
5. 새뮤얼(Samuel) : 18세, 유대인. 방황하고 있다.
6. 마크(Mark) : 16세, 단순 노동 책임자. 별명은 '좀비'이다.
7. 스티브(Steve) : 21세, 사기꾼. 한때 헌병이었다.
8. 리(Lee) : 20세, 개그맨이다.
9. 제이슨(Jason) : 13세, 히스테릭한 성격이다.
10. 로버트(Robert) : 17세, 몽상가이다. '바비'(Bobby)라고도 불린다.
11. 숀(Shawn) : 4세, 귀머거리이다.
12. 마틴(Martin) : 19세, 뉴욕 출신이다.
13. 티모시(Timothy) : 15세, 자기 세계에 빠져 있다.

### '선생'
제24인격, '선생'(Teacher)은 26세로, 위의 23개의 자아를 하나로 융합시킨 인격이다.

## 사망
윌리엄 스탠리 밀리건은 오하이오주 콜럼버스시에 있는 요양원에서 2014년 12월 12일 59살에 사망했다.